# Imma memorata
Imma memorata är en fjärilsart som beskrevs av John Hartley Durrant. Imma memorata ingår i släktet Imma och familjen Immidae. Inga underarter finns listade i Catalogue of Life.